# Дімітріос Маркос
Дімітріос Маркос (13 вересня 2001) — грецький плавець.
Учасник Олімпійських Ігор 2020 року, де в попередніх запливах на дистанції 200 метрів вільним стилем посів 31-ше місце і не потрапив до півфіналів, а в попередніх запливах на дистанції 800 метрів вільним стилем посів 26-те місце і не потрапив до фіналу.